# Sepp Holzer

## Biografia
Josef ("Sepp") Holzer (n. 24 iulie 1942 în Ramingstein, Salzburg, Austria) este un fermier practicant al agriculturii naturale. Este totodată autorul mai multor cărți, lucrează pe plan național ca un activist al conceptului de permacultură, iar pe plan internațional este consultant pe probleme de agricultură naturală. Este totodată subiectul filmului Agricultorul rebel.
Provine dintr-o familie de fermieri. În anul 1962 a preluat ferma montană a părinților săi. Dezamăgit de metodele ortodoxe ale agriculturii, a început să  formeze propria abordare economică de mediu, numită ulterior ”Permacultura Holzeriană”.   
Gospodăria sa din Krameterhof Arhivat în 1 august 2016, la Wayback Machine. se află în Alpii Austrieci, la o altitudine de 1100—1500 metri deasupra nivelului mării. Sepp Holzer este supranumit ”fermierul rebel”, deoarece  a insistat asupra metodelor sale în pofida amenzilor și chiar a pericolului întemnițării pentru propriile tehnici agricole, care presupun renunțarea la retezarea pomilor fructiferi (pomii neretezați rezistă presiunii stratului de zăpadă, pe când cei retezați se frâng sub greutatea lui). O altă metodă a sa, recunoscută azi pe plan mondial, este utilizarea suprafețelor acvatice pe post de  reflector pentru sporirea coeficientului de încălzire solară pasivă, precum și  folosirea microclimatului  creat prin dezgolirea rocilor montane în scopul extinderii zonei benefice  plantelor învecinate. A efectuat și numeroase cercetări aplicate.  
Wikipedia conține și alte articole despre persoane cu numele Holzer.  
Sepp Holzer a transformat ferma din Krameterhof Arhivat în 1 august 2016, la Wayback Machine., aflată în condițiile dificile ale unei agriculturi riscante, într-o gospodărie ecologică productivă și durabilă, cu costuri de muncă reduse și un sortiment larg al produselor de calitate, elucidate în activitatea științifică[3] a lui Stefan Rotter de la Universitatea de economie din Viena. Ferma ocupă o suprafața de cca 50 hectare de livezi, include 70 rezervoare acvatice și estre, posibil, cel mai consecvent exemplu de implementare a principiilor permaculturii în lume. În prezent, ferma din Krameterhof este administrată de fiul lui Sepp Holzer, Jozef Andreas Holzer. Ferma este deschisă pentru turiști, aici sunt organizate ateliere de lucru privind permacultura («Permacultura Holzeriană»).
Din anul 2014 Sepp Holzer locuiește în propriul domeniu Holzer Hoff, la sudul Austriei, organizat tot în conformitate cu  principiile sale proprii. Acesta este deschis pentru excursii.  Sepp Holzer își continuă activitatea de instruire și consultanță pe plan mondial.

## Cărți
- Sepp Holzer. Sfaturi practice pentru grădină, fructe și agricultură. DAAC Hermes Pres. Chișinău,2014
- Sepp Holzer. Deșert sau paradis(De la restaurarea peisajelor pe cale de dispariție, prin acvacultură și amenajarea de habitate, pînă la grădinărit urban). DAAC Hermes Pres. Chișinău,2014
- Agrarul rebel.
- Permacultura Sepp Holzer, partea 1.
- Permacultura Sepp Holzer, partea 2.
- Holzer Permacultura în Ucraina și Rusia
- J. Holzer, K. Holzer, J. Kalkhof. Spirală pe bază de plante, grădini pe terase. Planificare, construcție, de plantare. Un ghid practic.
- Sepp Holzer. Sfaturi practice pentru grădină, fructe și agricultură. Chișinău,2014
- Sepp Holzer. Deșert sau paradis(De la restaurarea peisajelor pe cale de dispariție, prin acvacultură și amenajarea de habitate, până la grădinărit urban) Chișinău,2014